# St. Peter und Paul (Niederspier)

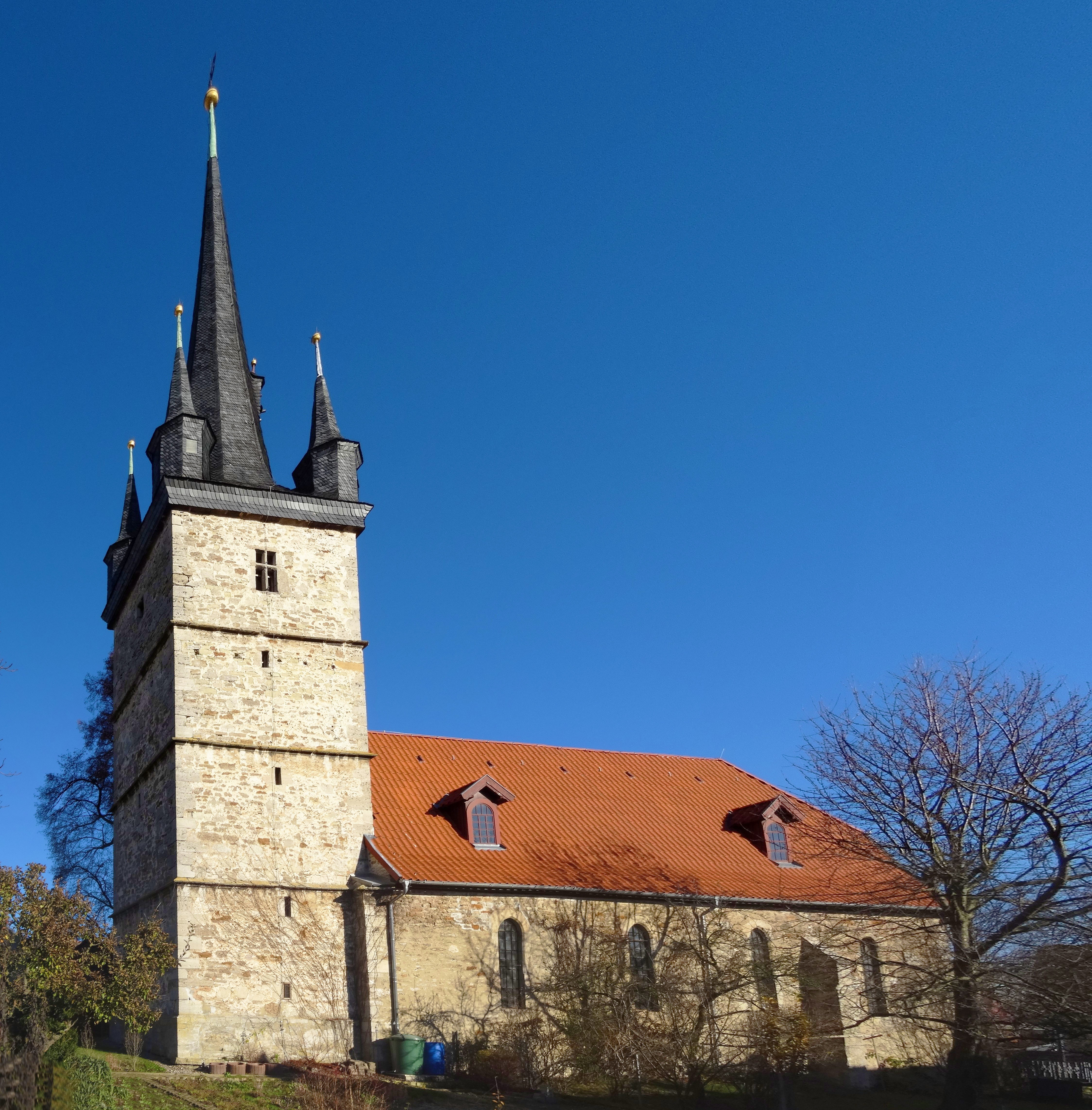
St. Peter und Paul

Die evangelisch-lutherische, denkmalgeschützte Kirche St. Peter und Paul steht auf einem Plateau im südwestlichen Ortsteil von Niederspier, einem Ortsteil der Stadt und Landgemeinde Greußen im Kyffhäuserkreis in Thüringen. Der Gemeindeteil Niederspier der Kirchengemeinde Oberspier im Pfarrbereich Sondershausen II im Kirchenkreis Bad Frankenhausen-Sondershausen der Evangelischen Kirche in Mitteldeutschland.

## Beschreibung

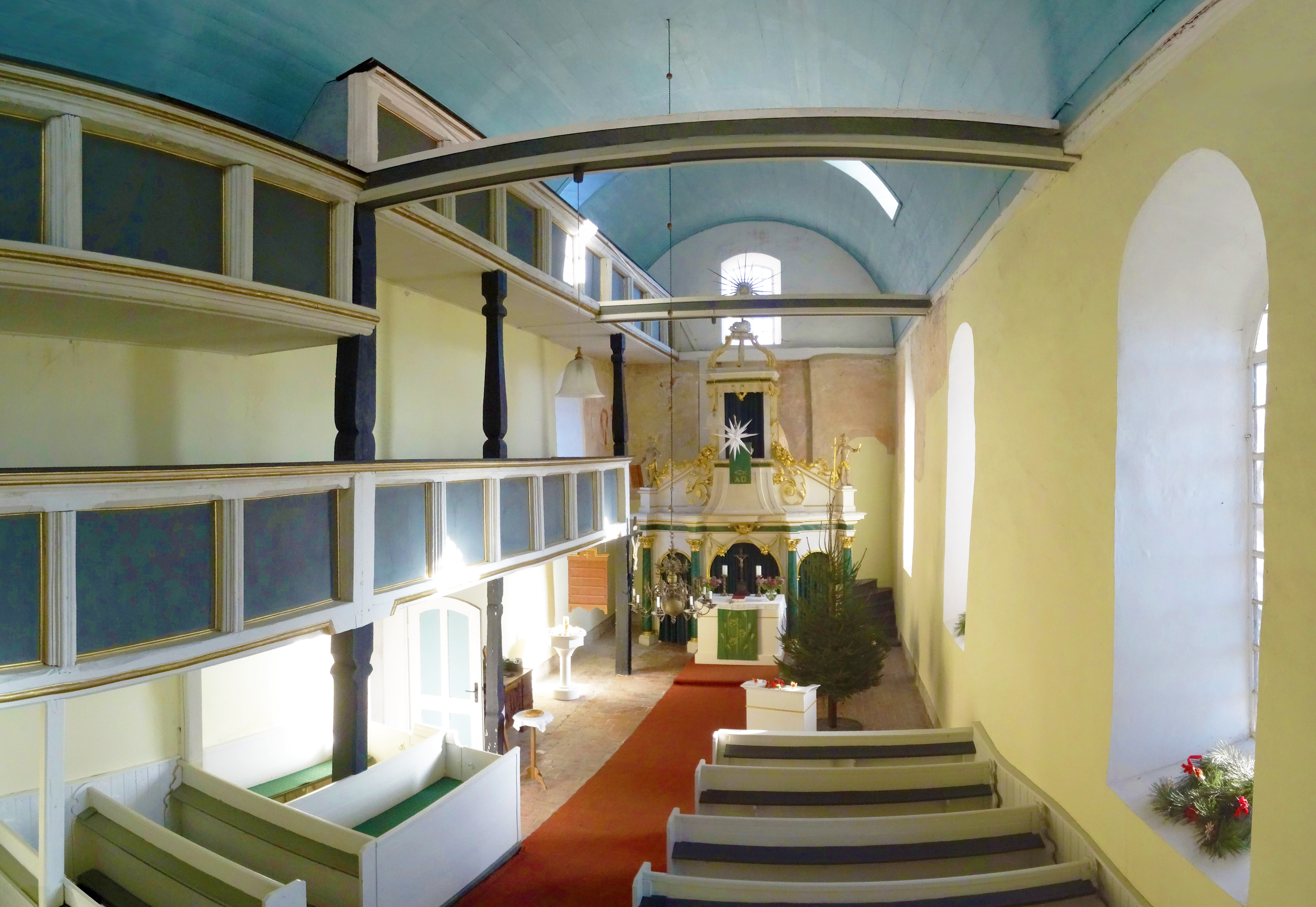
Innenansicht

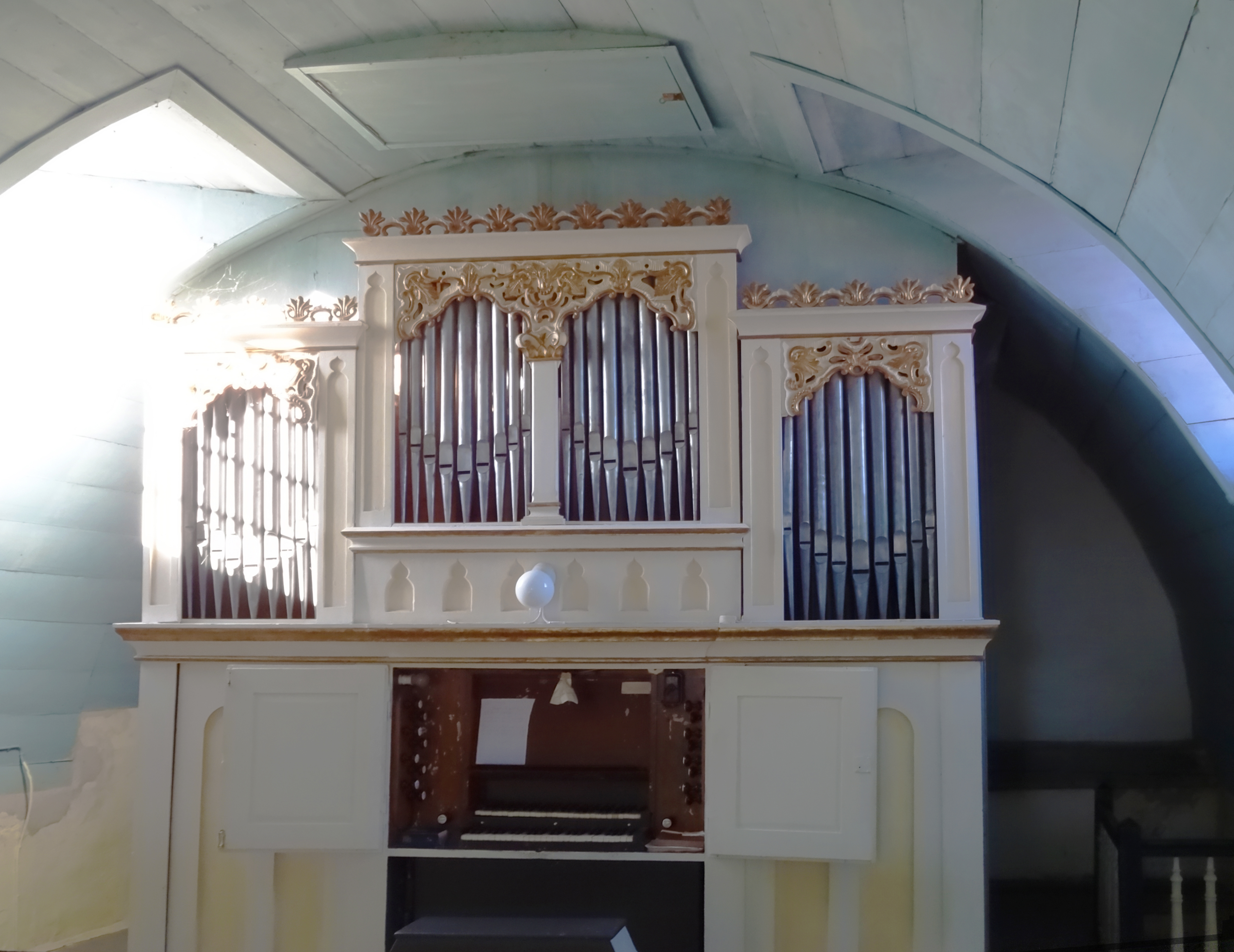
Die Knauf-Orgel

Die Kirche hat ihre Ursprünge im 8./9. Jahrhundert. Eine in diesem Zeitraum erbaute romanische Kapelle wurde dabei über die Jahrhunderte hinweg erweitert, bis sie schließlich seit dem Jahr 1515 die heutige Form einer Saalkirche aufweist. Eine Jahreszahl 1515 soll sich über dem Eingang zum Kirchhof befunden haben. Das Langhaus und der nachträglich hinzugefügte, gleich breite, gerade geschlossene Chor im Osten, wurden samt Kirchturm aus unverputztem Bruchstein errichtet.
Der viergeschossige Kirchturm im Westen ist mit Ecksteinen und einem steilen schiefergedeckten Pyramidendach mit flankierenden Ecktürmchen ausgeführt. Die ehemals bronzenen Glocken wurden während des Ersten Weltkrieges eingeschmolzen. Die Gemeinde erhielt 1921 neue Eisenhartgussglocken, gegossen von Schilling & Lattermann. An seiner Ostseite unter einem Schutzdach hängen eine Stunden- und eine Viertelstundenglocke.
Das Langhaus und der Chor sind mit einem steilen, ziegelgedeckten Krüppelwalmdach bedeckt. Das Dach des Langhauses ist auf der Nord- und Südseite mit jeweils zwei Dachgauben versehen. Im 17. Jahrhundert wurden die Außenmauern erhöht, eine doppelstöckige Empore eingebaut, aufgrund der geringen Breite nur an der Nord- und der Westwand, und an der Nordseite Vorbauten für die beiden Portale geschaffen, das Hauptportal und ein Portal, das zu den Emporen und in die Winterkirche führt. Laut einem im Turmknauf gefundenen Dokument wurde nach einem Blitzeinschlag im Jahr 1738 das Kirchenschiff mit einem hölzernen Tonnengewölbe überspannt, das hohe kreuzgratgewölbte Erdgeschoss des Turmes durch einen hohen Spitzbogen zum Saal geöffnet. Ab 1987 erfolgte eine Renovierung des Außenbaus und des Innenraums. Hierbei wurden auch Wandmalereien an der Nord-, Ost- und Südwand des Chors teilweise freigelegt.
Der Kanzelaltar wurde kurz nach 1731 durch Christian Johann Biedermann geschaffen. Sein Aufbau ist zweigeschossig. Das schlichte hölzerne Taufbecken stammt aus der zweiten Hälfte des 20. Jahrhunderts.
Der in der Mitte erhöhte dreiteilige Orgelprospekt hat ein bekrönendes, mit einem Blattfries besetztes Gesims. Vor den Orgelpfeifen sind die darunter liegenden Felder mit Blattwerk geschmückt. Die Orgel mit 16 Registern, verteilt auf 2 Manuale und Pedal, wurde 1857 von Gottlieb Knauf gebaut.